# 名古屋飛行場

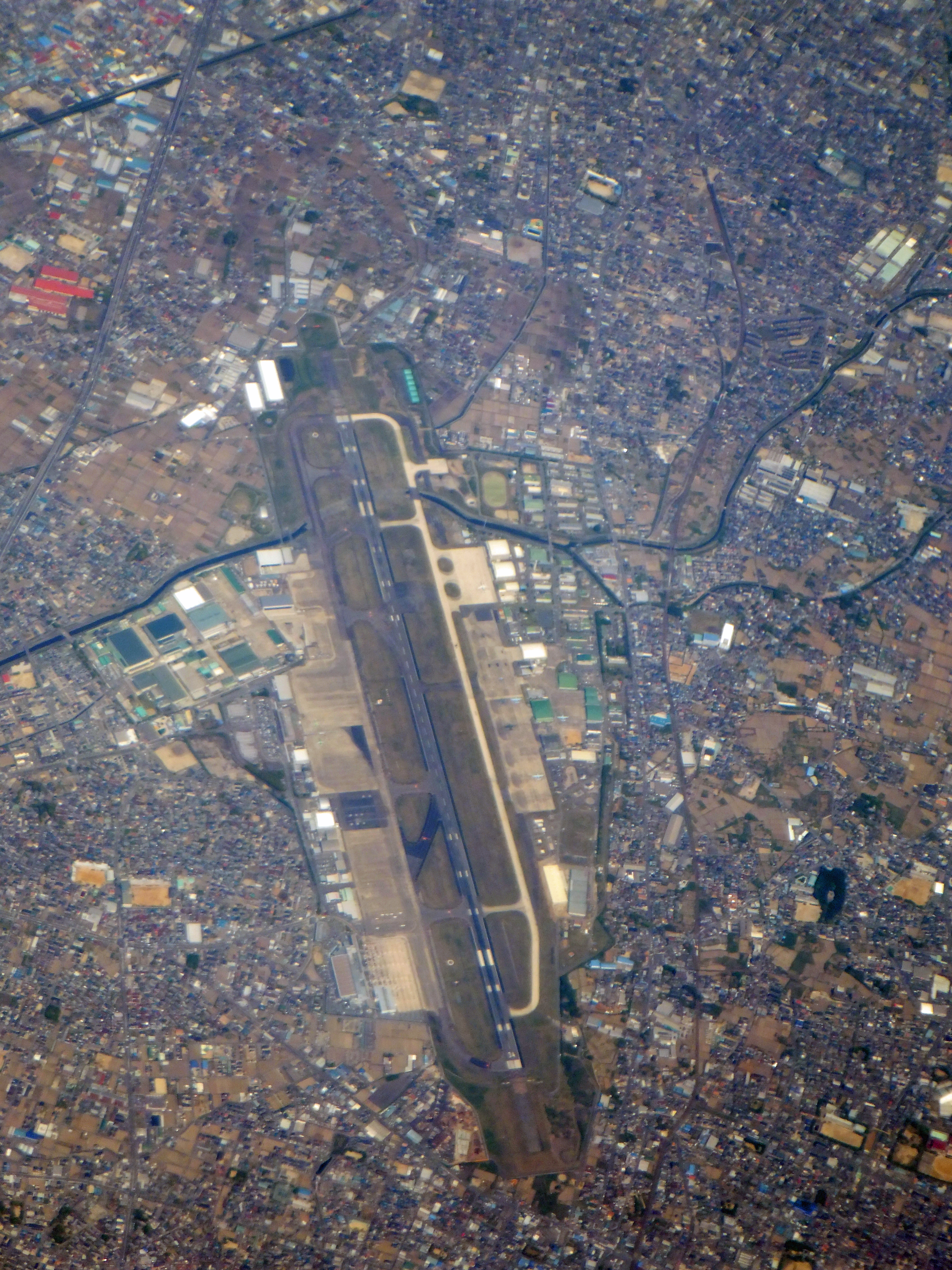
名古屋飛行場空撮（2014年5月）

名古屋飛行場（なごやひこうじょう、英: Nagoya Airfield）は、愛知県にある飛行場である。名古屋飛行場は航空法上の正式名称であり、空港施設の通称は県営名古屋空港（けんえいなごやくうこう、英: Prefectural Nagoya Airport）。航空自衛隊小牧基地と隣接しているため小牧空港（こまきくうこう）とも呼ばれ、時刻表や発着案内において都市名と併記する際は中部国際空港と明確に区別するため、「名古屋（小牧）」などと記述される。

## 概要
名古屋市の中心から北へおよそ15 kmの濃尾平野北東部に位置しており、行政区分上では名古屋市（北区）、小牧市、西春日井郡豊山町、春日井市の3市1町にまたがっている。航空自衛隊小牧基地に隣接しており、滑走路を共有しているが、防衛省設置管理の共用飛行場ではなく愛知県が管理する。管制業務は、飛行場管制業務と着陸誘導管制業務を航空自衛隊小牧管制隊が実施しており、進入管制業務とターミナルレーダー管制業務については、中部国際空港（常滑市）にある国土交通省大阪航空局中部空港事務所が広域管制によって実施している。
かつては国内線・国際線共に数多く発着していたが、2005年2月の中部国際空港開港と同時に大部分の路線が中部に移転するとともに、第二種空港からその他の飛行場に指定変更された。正式名称はそれまでの「名古屋空港」から「名古屋飛行場」となった。なお、IATA空港コードの「NGO」を中部へ譲り、新たに「NKM」で登録された。
2019年5月現在、旅客定期便はフジドリームエアラインズによる1社8路線のみである。近年はビジネスジェットの運航などゼネラル・アビエーションに力を入れており、ビジネス機専用ターミナルが国内線ターミナルとは別の出入り口に設置されている。トヨタ自動車のような地元企業などを中心にビジネスの拠点として多くのビジネスジェットに利用されているほか、F1の日本グランプリの鈴鹿サーキット（三重県鈴鹿市）での開催時にはドライバーの中継地になっている。
年間旅客数は、国内：748,389人、国際：919人（2015年度）で、2015年度（平成27年度）空港別乗降客数順位は、全国34位である。

## 歴史

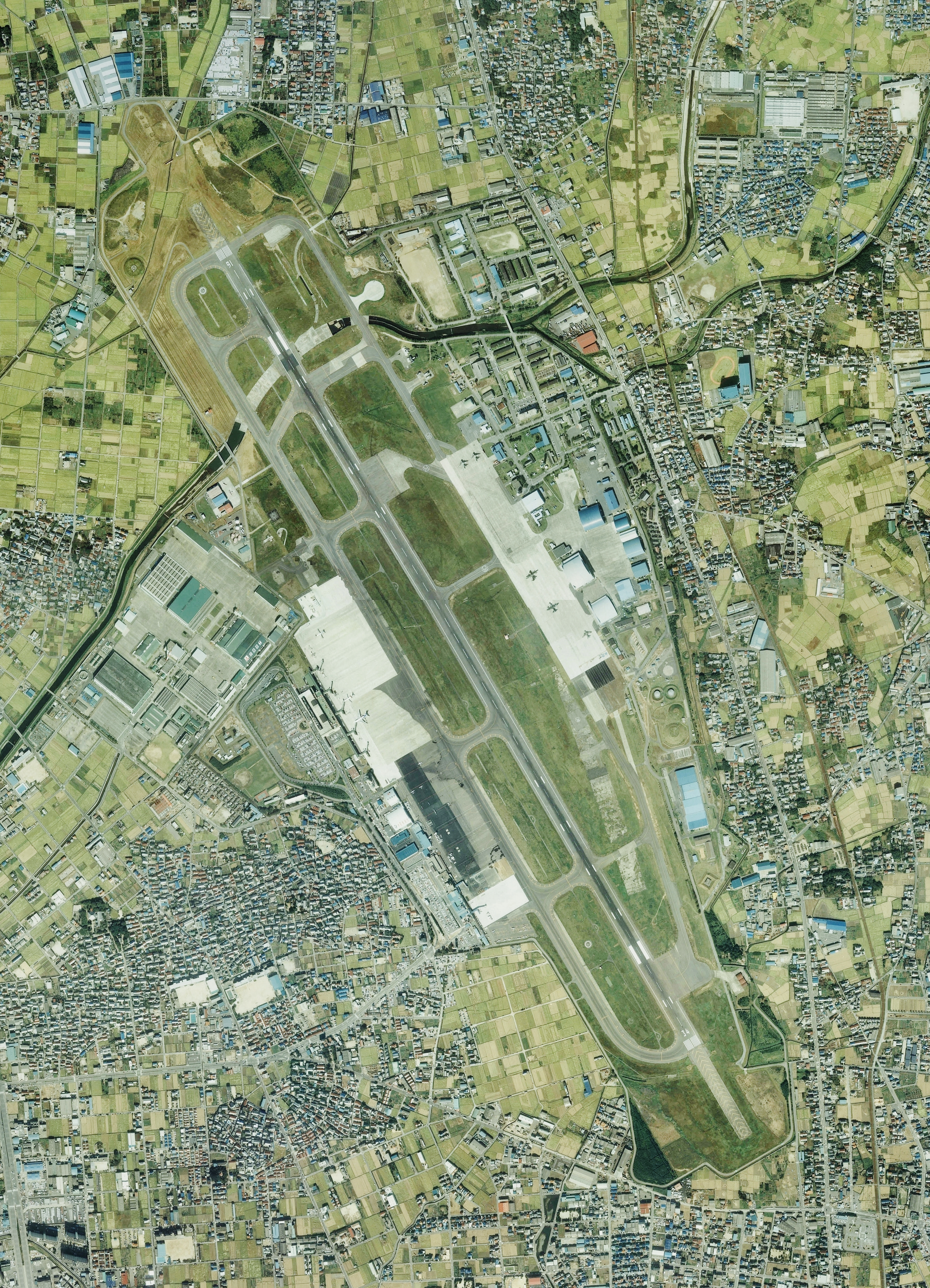
名古屋飛行場付近の空中写真。（1987年撮影）

### 前史
1934年10月に名古屋港埋立地10号地に名古屋国際仮飛行場が開港、1940年に名古屋飛行場となる。同時期に同じく11号地の埋め立てが許可され、1941年に名古屋国際飛行場が開港。拡張のため一時閉鎖（1944年）するが、終戦後は放置される。同地は後に東邦ガス空見環境センターとなった。

### 小牧飛行場時代
- 1942年（昭和17年）5月 - 中部地区防空のため、大日本帝国陸軍が飛行場を建設開始。
- 1944年（昭和19年）2月1日 - 陸軍航空部隊の「小牧陸軍飛行場」として運用開始（滑走路1,500 m）。
- 1945年（昭和20年） - 日本の敗戦によりアメリカ軍が接収。
- 1947年（昭和22年）5月 - アメリカ軍が使用開始。
- 1952年（昭和27年）3月20日 東京（羽田空港） - 名古屋 - 大阪（伊丹）の定期路線開設。
- 1957年（昭和32年）
  - 4月22日 - 名古屋空港ビルディング株式会社を設立[2]。
  - 9月15日 - 新ターミナルビル完工。
- 1958年（昭和33年）5月 - 航空自衛隊第3航空団が移駐。
  - 6月 - 飛行場拡張工事完了（滑走路2740 m、1983年12月22日まで2361 mで運用）
  - 9月15日 - 米軍より管理権返還。
- 1960年（昭和35年）3月16日 - 全日空DC-3型機と空自F-86戦闘機が滑走路上で衝突、両機とも大破。3人死亡。

### 名古屋空港時代

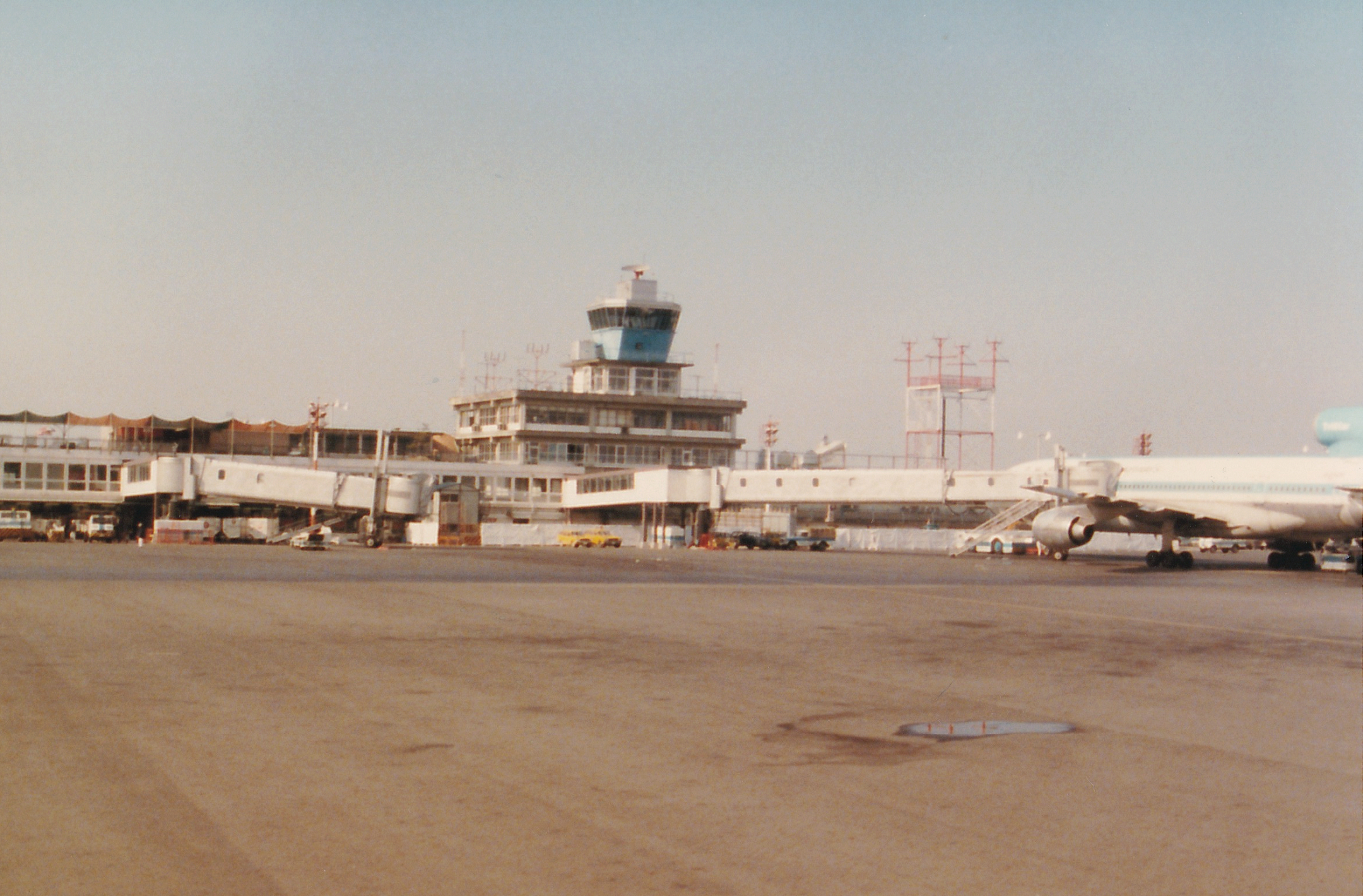
名古屋空港の管制塔とトライスター（1979年）

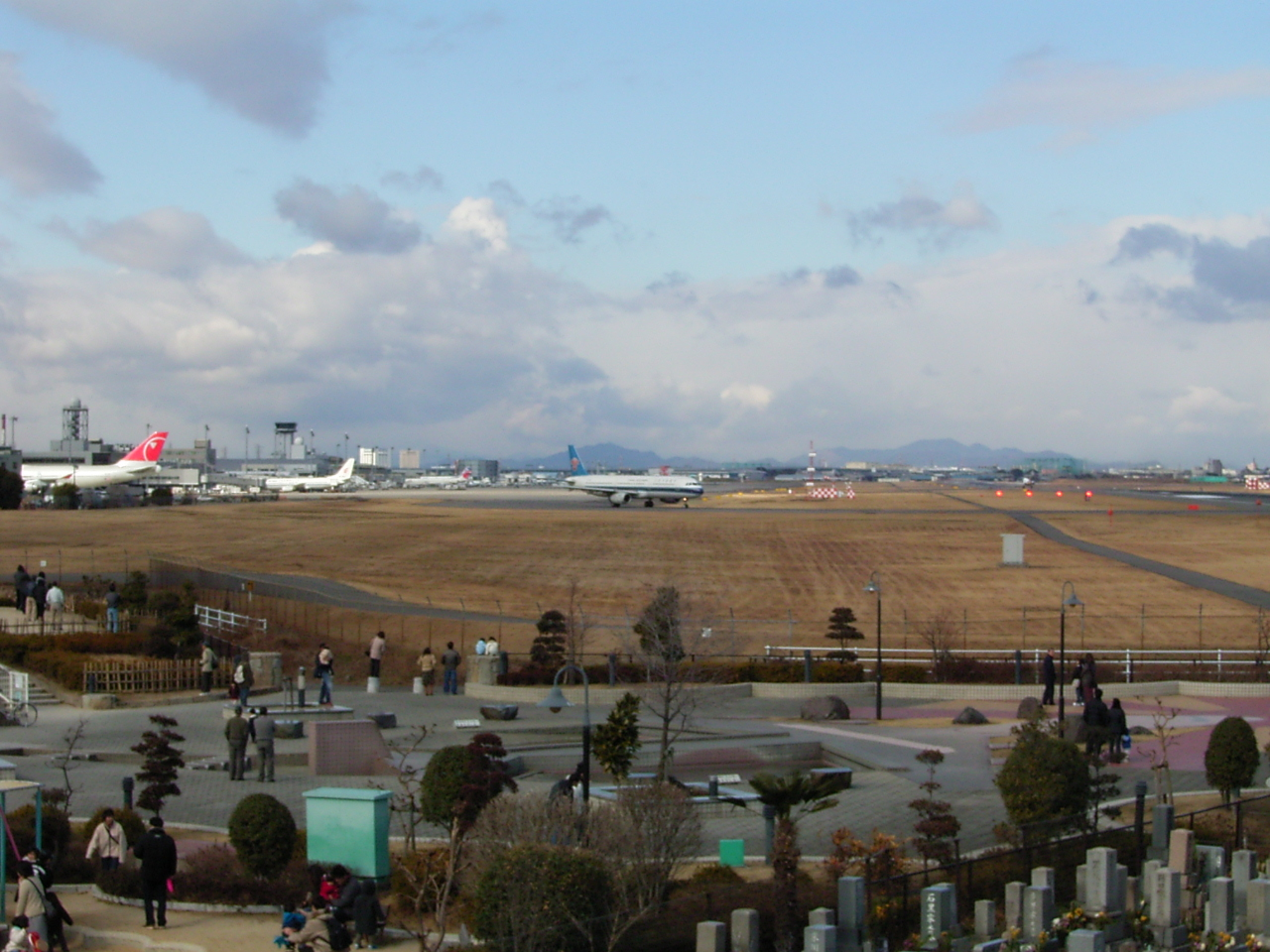
多くの外国航空会社が発着していた名古屋空港時代

1952年から2005年にかけては、愛知県の玄関口としての機能を持ち、日本国内の主要空港の一つであったが、2005年2月の中部国際空港の開港により、ほとんどの旅客定期便が同空港に移転した。
- 1960年（昭和35年）4月1日 - 第二種空港に指定され、名称が「名古屋空港」となった。
- 1962年（昭和37年）8月30日 - 日本航空機製造YS-11が初飛行に成功。
- 1964年（昭和39年）4月10日 - 新ターミナルビル供用開始。
- 1966年（昭和41年）3月11日 - 国際定期便開設（小牧 - 伊丹 - 台北 - 香港）。
- 1982年（昭和57年）6月 - 全日本空輸 (ANA) の東京/羽田便が廃止される[7]。羽田便はかつてANAの主要路線だったが、1964年に開業した東海道新幹線に旅客を奪われたことで廃止となり[8]、以降は2011年（平成23年）にスカイマークが羽田 - 名古屋（中部）便を就航させるまでの間[注釈 1]、東京 - 名古屋間には29年間にわたって定期航空便が就航していなかった[9]。
- 1986年（昭和61年）7月20日 - 国内線新ターミナル完成、旧ターミナルを国際線専用とする。
- 1994年（平成6年）4月26日 - 中華航空のエアバスA300-600R型機が着陸に失敗、墜落。死者264名（中華航空140便墜落事故）。犠牲者数は1985年（昭和60年）の日航ジャンボ機墜落事故に次ぐ、日本史上ワースト2位であり、国内の空港で起きた事故の犠牲者数では日本史上最悪である。
- 1999年（平成11年）4月9日 - 国際線旅客ターミナル完成。
- 2004年（平成16年）10月31日 - 併設されていた航空宇宙館が閉館。
- 2005年（平成17年）2月16日 - 日本航空 (JAL) 系の一部を除く大部分の国内線と、全ての国際線の旅客定期便の運航を終了。国際線旅客ターミナル閉館。国土交通省大阪航空局名古屋空港事務所による管制業務を終了。

2005年2月16日には、この日の出発最終便である20:45発 サイパン行きチャーター機、日本航空 JL8839便を航空会社・空港両関係者がペンライトを持って見送り、第二種空港としての幕を閉じた。なお、当該機は折り返し中部国際空港到着の1番機（日本航空 JL8830便）でもあった。

### 県営名古屋空港時代

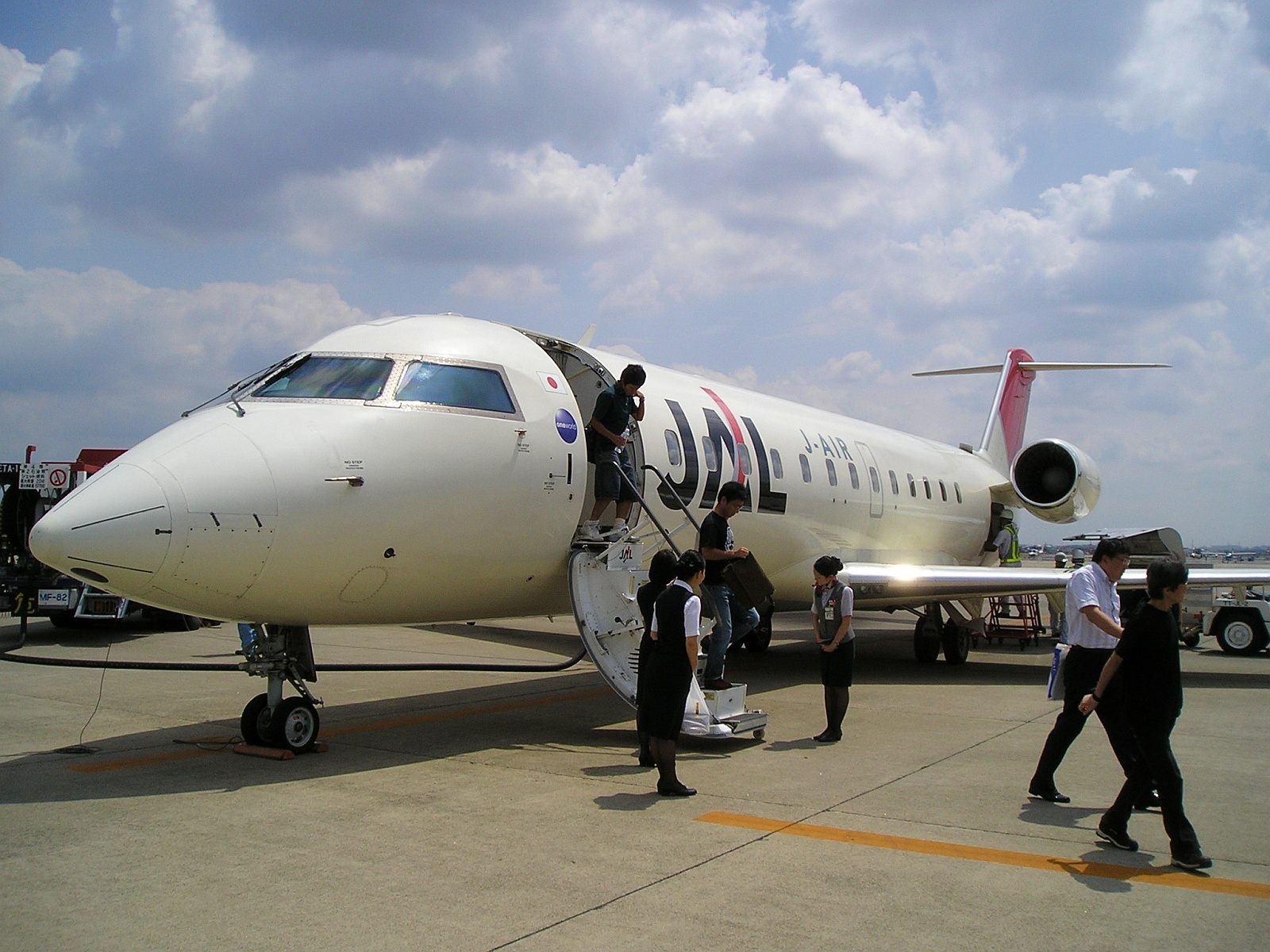
CRJ200からの降機風景

中部国際空港開港以降、設置管理を国土交通省から愛知県へ移管、設置区分も「第二種（A）空港」から「その他公共用飛行場」に変更され、「名古屋飛行場（県営名古屋空港）」となった。IATA空港コード（3レターコード）は旧名古屋空港のNGOは中部国際空港へ移管され、NKMとなり、ICAO空港コード（4レターコード）は旧名古屋空港のRJNNからRJNAへ変更された（中部国際空港のコードはRJGGとなった）。また、前述のように一部管制業務を国土交通省大阪航空局名古屋空港事務所から航空自衛隊小牧管制隊に移管した。なお、定期便や国内・海外飛来機等の旅客は全て従来の国内線旅客ターミナルビルにて取り扱い、税関・出入国審査・検疫は1つの部屋にまとまった小規模なものとなり、日本初となる本格的な小型機専用コンコース「フィンガーコンコース」が新設された。
2005年2月、日本航空グループのジェイエアが中部国際空港の開港を機に広島西飛行場から本社・ベースを移転し、ジェイエアの拠点飛行場となったが、2011年3月にジェイエアは当空港から全面撤退し大阪国際空港（伊丹空港）近隣ビルに移転した。ジェイエアの撤退後は、静岡空港よりフジドリームエアラインズがベースを移転し、同社の拠点飛行場となっている。
- 2005年（平成17年）
  - 2月17日 - 「名古屋空港」から「名古屋飛行場」に名称変更。設置者を愛知県に移管。「その他飛行場」へ指定変更。航空自衛隊小牧管制隊による飛行場管制業務及び着陸誘導管制業務を開始。進入管制及びターミナルレーダー管制業務は国土交通省大阪航空局中部空港事務所が担当。
  - 11月24日 - ターミナルビルフィンガーコンコースの利用を開始[10]。
- 2006年（平成18年）愛知県警察航空隊新格納庫完成・運用開始。
- 2007年（平成19年）10月31日 - 三菱重工のテストパイロットが操縦する、航空自衛隊所有のF-2B戦闘機が離陸に失敗し炎上。乗員2名は脱出したものの重軽傷を負った。
- 2009年（平成21年）2月24日 - フジドリームエアラインズ（FDA）1号機が到着、名古屋飛行場をベースに路線訓練を開始。
- 2010年（平成22年）
  - 2月17日 - 一般公募で決まったマスコットキャラクター「なごぴょん」（飛行機と鳥がモチーフ）が、開港5周年記念式典にてお披露目された。
  - 4月22日 - 日本航空グループのジェイエアが2011年春までに全面撤退することを表明[11]。
  - 10月31日 - フジドリームエアラインズの福岡線が就航（JALとコードシェア）[広報 3]。
  - 11月20日 - 県営化後、初のチャーター便（奄美大島線）
- 2011年（平成23年）
  - 3月26日 - ジェイエアが当空港発着全路線を廃止。最終日まで運航したのは、新潟線、高知線、阿蘇くまもと線だった。
  - 3月27日 - フジドリームエアラインズの阿蘇くまもと線が就航（JALとコードシェア）。
  - 5月21日 - フジドリームエアラインズのいわて花巻線が就航[12]。
  - 7月2日 - フジドリームエアラインズの青森線が就航[12]。
  - 7月2日 - フジドリームエアラインズの青森線といわて花巻線がデイリー運航開始[12]。
  - 9月5日 - 小牧基地内に建設した新管制塔の運用を開始し、管制業務が西の旅客ターミナル側から東の小牧基地側に異動。
- 2012年（平成24年）
  - 3月25日 - フジドリームエアラインズの新潟線が就航（JALとコードシェア）。
  - 7月19日 - 展望デッキを再開設。
- 2013年（平成25年）
  - 3月31日 - フジドリームエアラインズの高知線が就航（JALとコードシェア）[13]。
- 2014年（平成26年）
  - 3月30日 - フジドリームエアラインズの山形線が就航（JALとコードシェア）[14]。
  - 12月20日 - 平面だった第1駐車場 が、地上5階建ての立体駐車場（合計1350台、A棟575台・B棟680台・平面95台）として供用開始[広報 4]。
- 2015年（平成27年）
  - 3月15日 - 滑走路を共有する小牧基地で毎年恒例の航空祭が開催され、44年ぶりにブルーインパルスが展示飛行を行った。約7万3000人が訪れた。
  - 3月17日 - FDAは3月29日に開設する小牧 - 北九州線において福岡空港と北九州空港のマルチエアポート対応を行うと発表した。
  - 3月29日 - フジドリームエアラインズの出雲線、北九州線が就航[15][16]。
  - 6月1日 - 世界一周飛行に挑戦中だった太陽電池飛行機「ソーラー・インパルス2」が南京からハワイに向かう途中、太平洋上の天候悪化のため当空港に着陸[17]。太陽電池動力機での飛行時間・飛行距離最長記録を更新[18]。
  - 6月29日 - 「ソーラー・インパルス2」が当空港を離陸。その後ハワイ・ホノルルのカラエロア空港に着陸し太陽電池動力機での飛行時間・飛行距離最長記録を更新[19]。
  - 11月11日 - 国産初のジェット旅客機Mitsubishi SpaceJet（当時の名称はMRJ）が当空港にて初飛行。
- 2016年（平成28年）
  - 4月22日 - 国産のステルス実証機X-2が当空港にて初飛行。
- 2019年 (平成31年)
  - 3月30日 - フジドリームエアラインズの北九州線が運休。
- 2023年（令和5年）
  - 3月26日 - フジドリームエアラインズの札幌/丘珠線が1日2往復の定期便として夏ダイヤ期間就航[20]。

#### ジェイエア撤退とFDAによる路線開拓
2010年1月に経営破綻した日本航空の再建を巡り、同社の子会社であるジェイエアは当初、小型機中心の運航により採算を取ることが可能と考えられたことから、中部国際空港から当空港への路線移管によって、名古屋地区の路線を維持することで検討が進められた。
しかし、以下の理由から2011年春までに当空港からの全面撤退が発表された。これに対し地元自治体は強い反発を示していた。
1. 競合他社である全日本空輸は名古屋地区では中部国際空港においてのみ路線展開をしており、旅客分散による中部国際・県営名古屋の両空港及び全日本空輸・日本航空の両社の“共倒れ”を国土交通省が懸念した。
2. 2007年における中部国際空港との合意（当空港における新規路線開拓などの停止）。
3. 債権者である銀行団からの反発。
4. 定期便を中部国際空港に一元化させたい愛知県航空対策課や地元経済界の意向。

一方、静岡県の地域航空会社であるフジドリームエアラインズ（以下、FDA）が県営名古屋空港への定期便の就航に意欲的な姿勢を見せており、日本航空の一部路線引き継ぎも視野に入れて愛知県と交渉中であることが発表され、この交渉の結果、2010年冬ダイヤからの福岡空港便のFDAへの運航移管およびJALとのコードシェアが決定した。さらに、ジェイエアが完全撤退する2011年夏ダイヤからは阿蘇くまもと空港便をFDAに運航移管し、この路線もJALとコードシェアになった。
これにより、ジェイエアは予定通り2011年3月26日をもって当空港から撤退し、JALグループの名古屋空港カウンターも同日をもって業務を終了したが、ジェイエア撤退後に定期便が1つも無い空港になることは回避できた。その後2010年代に入ると、FDAは静岡空港から実質的な拠点機能を移転させ、ジェイエア運航の路線を中心に名古屋空港からの路線を徐々に拡大させた。2015年春の時点で名古屋空港発着国内線9路線まで展開していたが、2019年に北九州線が利用客の低迷で運休、2023年に丘珠線を就航させたため、2023年3月現在では、夏ダイヤ9路線・冬ダイヤ8路線となっている。
日本航空は、不採算路線の一つであり2010年5月をもって運休した中部国際空港 - いわて花巻空港と青森空港は中部国際空港から当空港発着に変更され、JALからFDAへ移管された。当初はこの路線はJALとのコードシェアは行っておらず、FDAの単独での運航となっていたが、2022年3月27日より当路線においても、JALとコードシェアとなった。
東日本大震災の復興支援の一環として、上記の路線にFDAが就航した。

## 施設

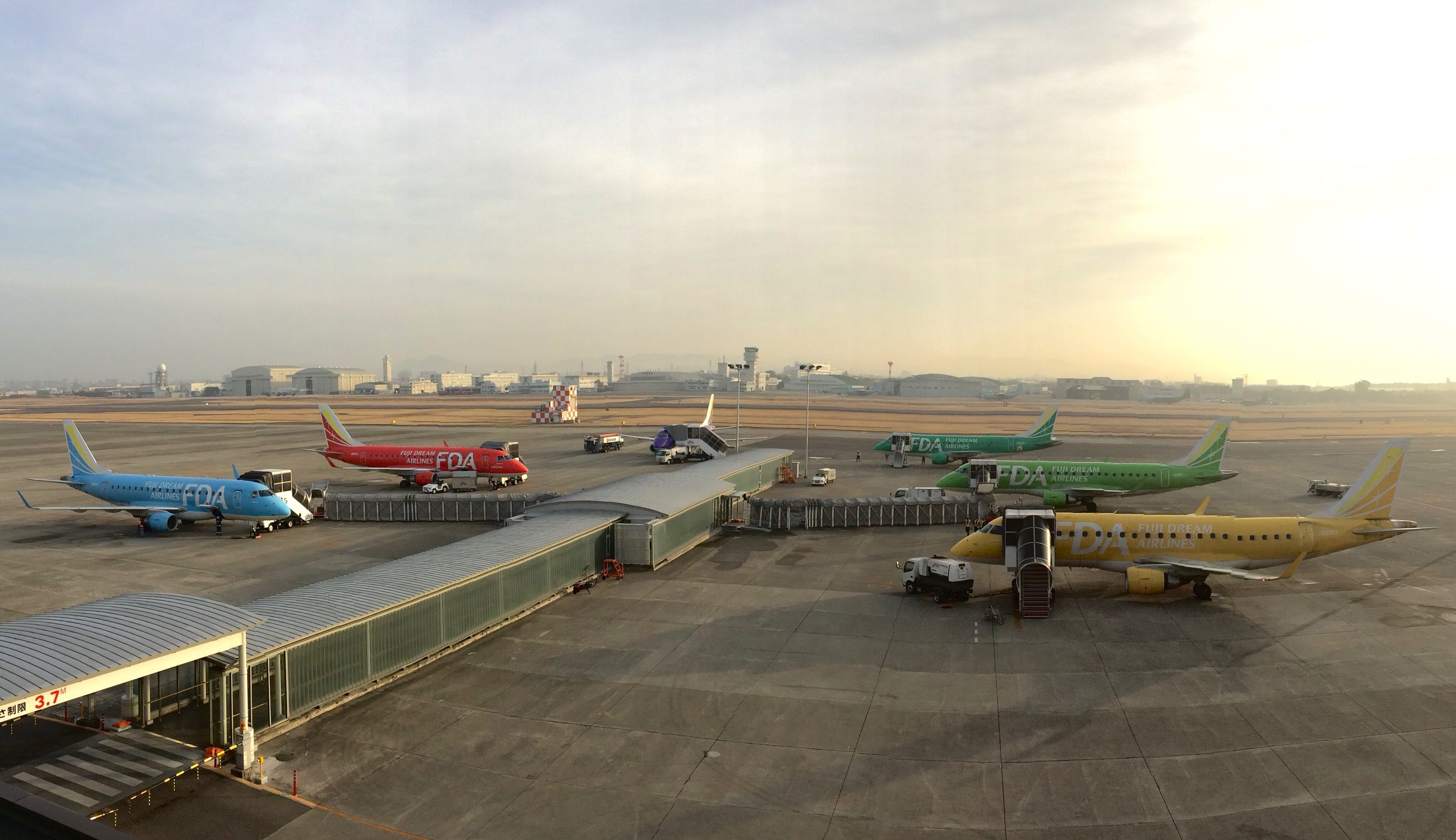
手前：フィンガーコンコース
中央左からFDAの機体
奥：管制塔と小牧基地

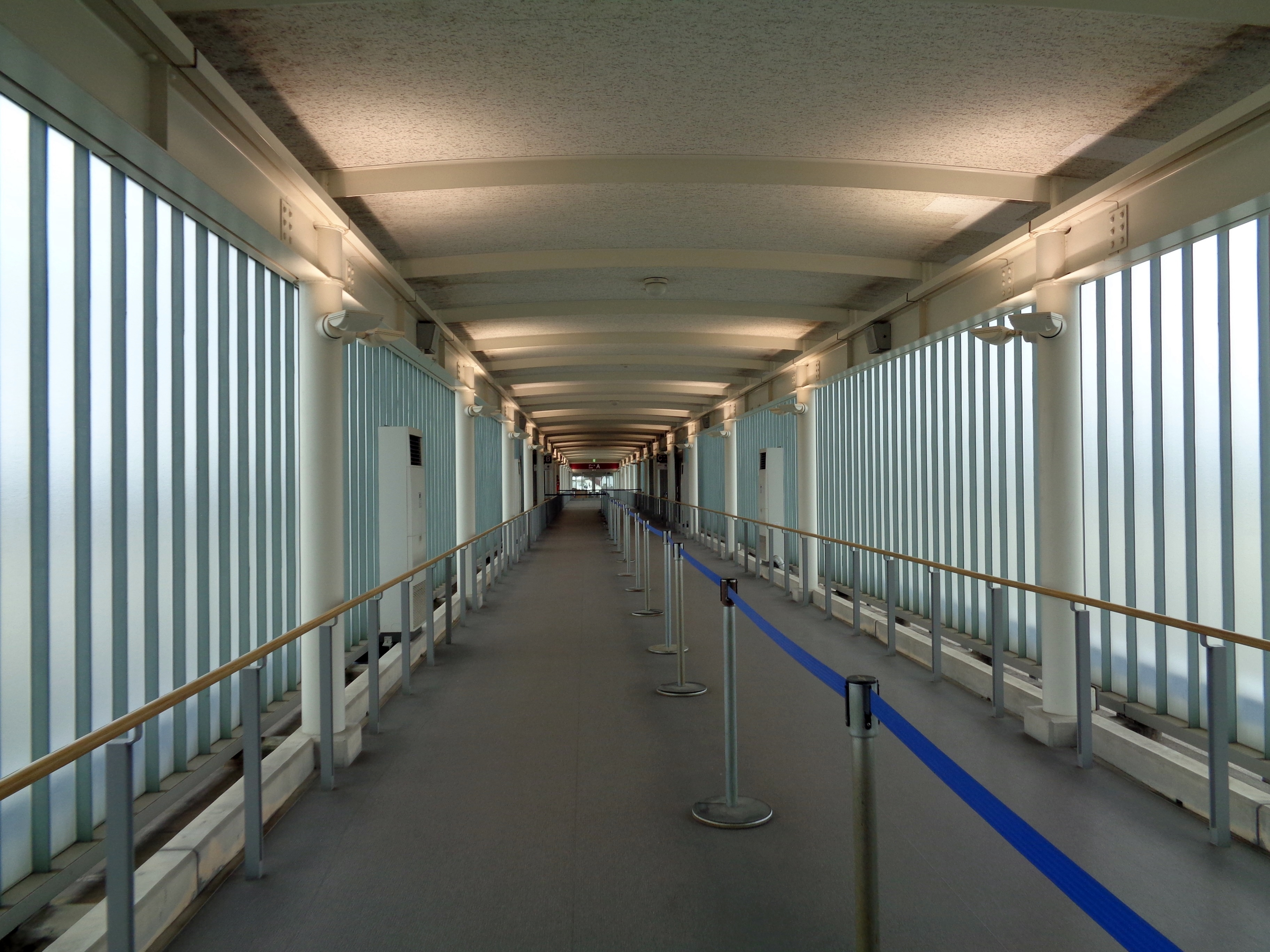
フィンガー・コンコース内部

### 旅客ターミナル（旧国内線ターミナル）
リージョナルジェットの運航に特化しており、小型機用のフィンガー・コンコースを設置している。
2015年1月にはMRJを製造する三菱航空機が本社を移転していたが、事業縮小の為に2021年3月末を以って空港に隣接する三菱重工の工場内に移転を発表した。その跡地を利用して、新型コロナウイルス感染症対策のワクチン大規模集団接種会場として度々使用されている。

### ビジネス機ターミナル（国内用と国際用）
名古屋空港時代の国際線旅客ターミナルビルは、わずか6年しか使用されなかった。しかし、旧国際線旅客ターミナルの処理能力が限界に達していたのも事実であり、ボーディングブリッジは旧国際線ターミナルのものをそのまま使用するなど、最低限の投資で建設された。中部国際空港への移管時に閉館し、周辺敷地と共に空港から切り離された。2008年10月には、国際線ターミナルビルを活用し、名古屋空港ビルディングが設置主体、ユニー株式会社が開発主体となってショッピングセンター「エアポートウォーク名古屋」がオープンした。
国内線ターミナル内の「名古屋空港航空宇宙館」は2004年10月31日に閉館となり、そこにあった航空機の一部（MU-2など）は、2005年4月1日に豊山町の神明公園内に愛知県が建設した「航空館boon」に移され、引き続き展示されている。「名古屋空港航空宇宙館」は、現在でもイベント時などに公開されている。
愛知県は2015年5月15日、「県営名古屋空港見学者受入拠点施設整備事業」として「航空のフィールドミュージアム」を構築することを発表した。エアポートウォーク名古屋隣接地に航空機をテーマとした展示施設「あいち航空ミュージアム」を整備、周辺に点在する集積された航空機産業・観光資源と連携、地域全体をフィールドミュージアムとして、学校教育・人材育成・産業観光に活用する計画である。2017年11月30日に「あいち航空ミュージアム」は開館した。

## 拠点・焦点都市としている航空会社
当空港を拠点空港にしている航空会社は1社。焦点空港に設定している航空会社はない。
- フジドリームエアラインズ（拠点）

## 統計
元のウィキデータクエリを参照してください.

## 就航路線

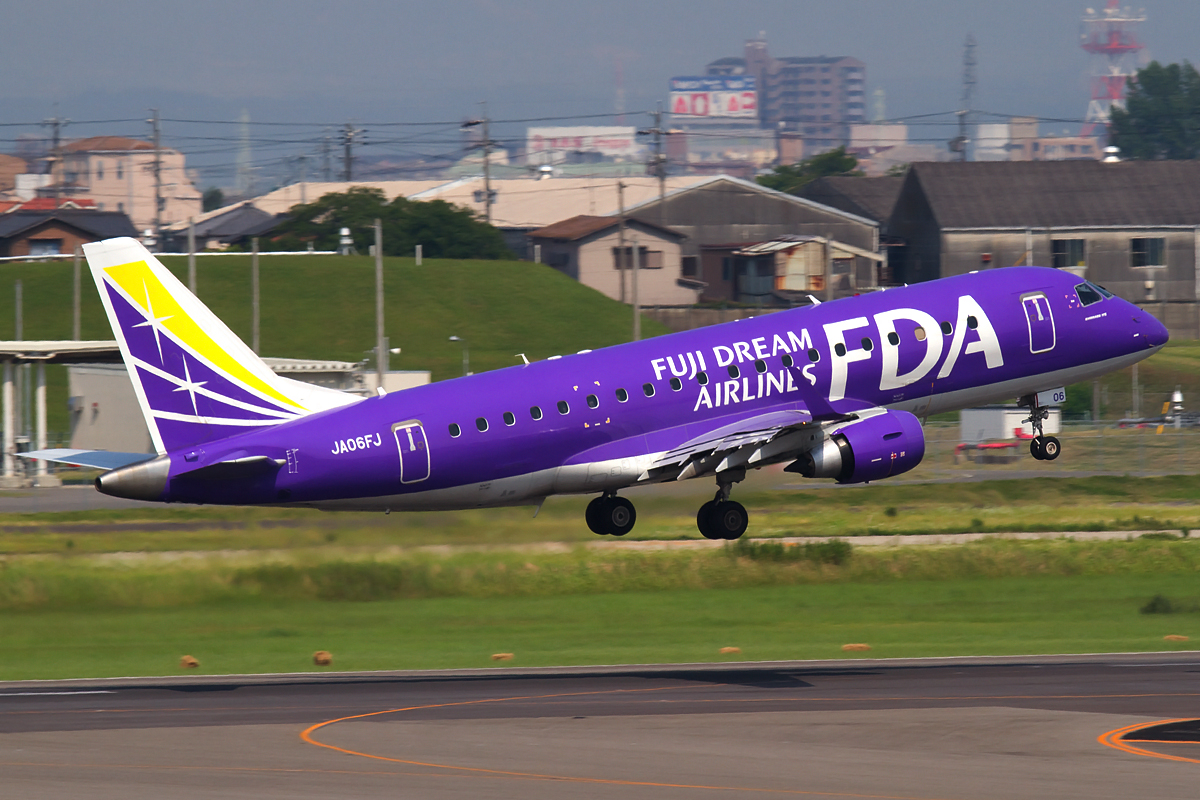
名古屋空港を離陸するFDAのE175

| 航空会社                        | 就航地 |
| ------------------------------- | --- |
| フジドリームエアラインズ（FDA） | 【北海道地方】 札幌/丘珠（季節運航） 【東北地方】 青森、花巻、山形 【中部地方】 新潟 【中国地方】 出雲 【四国地方】 高知 【九州地方】 福岡、熊本 |

### 就航都市
- 北海道 : 札幌/丘珠（季節運航）
- 東北 : 青森、花巻、山形
- 中部 : 新潟☆
- 中国 : 出雲☆
- 四国 : 高知☆
- 九州 : 福岡☆、熊本

☆は中部国際空港便もあり。
全ての路線が当空港発着で、JALもしくはジェイエアによりかつて運航されていた路線である。
このうち、花巻線と青森線は2005年から2010年まで中部国際空港発着となっていた。

### 就航計画
現在のところ計画は無い。

### 県営空港化後に運休・撤退した航空会社路線
| 航空会社                       | 就航地 |
| ------------------------------ | --- |
| ジェイエア（J-AIR）            | （多くの路線をFDAが引き継いで定期運航中、このうち帯広線は季節便として中部国際空港発着に変更され、JALに移管された。）帯広空港、秋田空港、山形空港、新潟空港、松山空港、高知空港、長崎空港、北九州空港、福岡空港、熊本空港 |
| フジドリームエアラインズ（FDA) | 北九州空港 |

### チャーター実績
| 航空会社                        | 就航地 |
| ------------------------------- | --- |
| フジドリームエアラインズ（FDA） | 丘珠空港（2013/11/16）、稚内空港（2013/7/12 - 2013/8/22）、釧路空港（2013/7/13 - 2013/8/19）、山形空港（2013/10/27 - 2013/11/27）、八丈島空港（2012/8/22 - 2012/8/26）、隠岐空港（2012/7/10）、出雲空港（2014/1/24 - 2014/1/28）、奄美空港（2013/9/28 - 2013/10/13） |

グアムやサイパンへのチャーター便を運航したこともある。

### 中部国際空港開港以前の定期就航路線
「日本の空港シリーズ（2）セントレア centrair中部国際空港＆名古屋空港」イカロス出版の名古屋空港の歴史より。
中部国際空港開港前は中部地区を代表する国際空港として、現在では存在しない航空会社（中華人民共和国の中国民航やヴァリグ・ブラジル航空）なども就航していた。タイ国際航空やチャイナエアラインなどは名古屋市に多くの在住人口（東南アジア系ASEAN諸国や中華民国籍）を持つ事から、1980年代初頭より定期路線を運航し続けている。
以下、名称は就航当時のものである。10年以上前の航空事情の為、2015年現在では合併などにより現存していなかったり、運航停止している航空会社もある。

#### 国内線
※ 航空連合は右記の通りである。OW：ワンワールド、SA：スターアライアンス
| 航空会社                            | 目的地 |
| ----------------------------------- | --- |
| 日本航空(JAL)(OW)                   | 帯広、花巻、山形、福岡、宮崎、鹿児島、那覇 ほか |
| 日本トランスオーシャン航空(JTA)(OW) | 山形、那覇 ほか |
| JALエクスプレス(JEX)(OW)            | （日本航空との合併により現存しない）鹿児島 ほか |
| ジェイエア(J-AIR)(OW)               | 秋田、新潟、出雲、高知 ほか |
| 日本エアシステム(JAS)               | （日本航空との合併により現存しない）札幌/新千歳、釧路、青森、福岡 ほか |
| 日本エアコミューター (JAC)          | 高知 ほか |
| 全日本空輸(ANA)(SA)                 | 【北海道地方】 札幌/新千歳、函館、旭川、女満別 【東北地方】 青森、秋田、仙台 【関東地方】 東京/羽田、東京/成田、八丈島 【中部地方】 新潟、小松、富山 【近畿地方】 南紀白浜 【四国地方】 徳島、松山 【九州・沖縄地方】 福岡、長崎、大分、熊本、宮崎、鹿児島、沖縄/那覇 |
| エアーニッポン(ANK)(SA)             | （全日本空輸との合併により現存しない）福岡、佐賀、石垣 ほか |
| 中日本エアラインサービス(NAL)       | （エアーニッポンネットワークとの合併により現存しない）東京/成田、富山、鳥取、米子、松山 ほか |

| 国内線就航都市 |
| --- |
| 札幌/新千歳札幌/丘珠女満別旭川函館釧路帯広青森秋田花巻仙台山形東京/成田東京/羽田八丈島新潟富山小松南紀白浜出雲鳥取米子徳島高知松山福岡長崎佐賀大分熊本宮崎鹿児島沖縄/那覇石垣 名古屋飛行場からの国内線就航都市。 · 過去に就航していた都市。 |

#### 国際線
- ( )内の記号は、最初が航空会社の2レターコード（国際線）、2つ目が航空連合（アライアンス）
  - 2つ目の( )がない航空会社はアライアンスに加盟していない航空会社となっている
- 航空連合は右記の通りである。OW : ワンワールド、ST : スカイチーム、SA : スターアライアンス

| 航空会社                             | 目的地 |
| ------------------------------------ | --- |
| 日本航空(JL)(OW)                     | 【東アジア】 北京/首都、上海/浦東、天津、香港、ソウル/仁川、釜山、東京/成田（国際線乗り継ぎ連絡便） 【東南アジア】 シンガポール、マニラ 【北米】 ニューヨーク/JFK、ロサンゼルス 【南米】 サンパウロ/グアルーリョス（ニューヨーク/JFK経由） 【ヨーロッパ】 ロンドン/ヒースロー、パリ/シャルル・ド・ゴール 【太平洋】 グアム、サイパン、ホノルル |
| JALウェイズ(JO)(OW)                  | （日本航空との合併により現存しない）グアム、ホノルル、コナ（東京/成田経由）、バンコク/ドンムアン |
| 日本アジア航空(EG)(OW)               | （日本航空との合併により現存しない）台北/桃園、グアム |
| 日本エアシステム(JD)                 | （日本航空との合併により現存しない）上海/浦東 |
| 全日本空輸(NH)(SA)                   | サイパン、ホノルル |
| キャセイパシフィック航空(CX)(OW)     | 台北/桃園、香港 |
| 大韓航空(KE)(ST)                     | ソウル/仁川、釜山、済州 |
| アシアナ航空(OZ)(SA)                 | ソウル/仁川 |
| 中国国際航空(CA)(SA)                 | 北京/首都、重慶（北京/首都経由） |
| 中国東方航空(MU)(ST)                 | 上海/浦東、西安（上海/浦東経由） |
| 中国西北航空(WH)                     | （中国東方航空との合併により現存しない）上海/虹橋、西安（上海/虹橋経由） |
| 中国北方航空(CJ)                     | （中国南方航空との合併により現存しない）大連 |
| 中国南方航空(CZ)(ST)                 | 大連 |
| 中国西南航空(SZ)                     | （中国国際航空との合併により現存しない）重慶 |
| チャイナエアライン(CI)(ST)           | 台北/桃園 |
| シンガポール航空(SQ)(SA)             | シンガポール・チャンギ国際空港 |
| マレーシア航空(MH)(OW)               | クアラルンプール |
| タイ国際航空(TG)(SA)                 | バンコク/ドンムアン |
| ガルーダ・インドネシア航空(GA)(ST)   | ジャカルタ、デンパサール |
| ビーマン・バングラデシュ航空(BG)     | ダッカ |
| デルタ航空(DL)(ST)                   | ポートランド、ホノルル |
| アメリカウエスト航空(HP)(SA)         | （USエアウェイズとの合併により現存しない）ホノルル |
| コンチネンタル航空(CO)(ST)           | （ユナイテッド航空との合併により現存しない）ホノルル、グアム、サイパン |
| ノースウエスト航空(NW)(ST)           | （デルタ航空との合併により現存しない）サイパン、デトロイト、グアム、ホノルル、マニラ |
| ハワイアン航空 (HA)                  | ホノルル、アンカレッジ |
| カナディアン航空(CP)(OW)             | （エア・カナダとの合併により現存しない）バンクーバー |
| エア・カナダ(AC)(SA)                 | バンクーバー |
| エールフランス(AF)(ST)               | パリ/シャルル・ド・ゴール、モスクワ/シェレメーチエヴォ |
| KLMオランダ航空(KL)(ST)              | アムステルダム |
| ルフトハンザドイツ航空(LH)(SA)       | フランクフルト |
| ブリティッシュ・エアウェイズ(BA)(OW) | ロンドン/ヒースロー |
| アエロフロート・ロシア航空(SU)(ST)   | モスクワ/シェレメーチエヴォ |
| マレーヴ・ハンガリー航空(MA)(OW)     | チャーター便: ブダペスト |
| エア タヒチ ヌイ(TN)                 | チャーター便: パペーテ |
| カンタス航空(QF)(OW)                 | シドニー、ブリスベン |
| オーストラリア航空(AO)               | (カンタス航空との合併により現存しない)シドニー、ケアンズ（シドニー経由） |
| ニュージーランド航空(NZ)(SA)         | オークランド |
| ヴァリグ・ブラジル航空(RG)(SA)       | （運航停止し、会社清算により現存しない）ロサンゼルス、サンパウロ/グアルーリョス、リオデジャネイロ/アントニオ・カルロス・ジョビン |

過去には、高麗航空が平壌国際空港からチャーター便で飛来していた。同航空会社では数少ない日本路線（他は新潟空港）であった。
| 国際線就航都市（中国、香港、台湾）                                                                            |
| --- |
| 台北/桃園北京/首都上海/浦東上海/虹橋大連天津重慶西安香港 名古屋空港時代の国際線就航都市（中国、香港、台湾）。 |

| 国際線就航都市（中国、香港、台湾を除く） |
| --- |
| ソウル/仁川釜山済州平壌マニラコナデンパサールダッカクアラルンプールバンコク/ドンムアンシンガポールジャカルタポートランドデトロイトフランクフルトロンドン/ヒースローグアムホノルルモスクワ/シェレメーチエヴォバンクーバーロサンゼルスサイパンニューヨーク/JFKアムステルダムパリ/シャルル・ド・ゴールブダペストパペーテシドニーブリスベンケアンズオークランドリオデジャネイロ/アントニオ・カルロス・ジョビンサンパウロ/グアルーリョス 名古屋空港時代の国際線就航都市（中国、香港、台湾を除く）。 |

## 姉妹空港・提携空港
県営名古屋空港は、アメリカ合衆国ワシントン州のモーゼスレイク市にあるグラント郡国際空港と姉妹空港提携をおこなっている。
| 空港名             | 国名･地域名                | 提携年月日                                                  |
| ------------------ | -------------------------- | ----------------------------------------------------------- |
| グラント郡国際空港 | アメリカ合衆国ワシントン州 | 2016年（平成28年）10月18日 グラント郡国際空港と姉妹提携調印 |

## 利用する機関・事業者

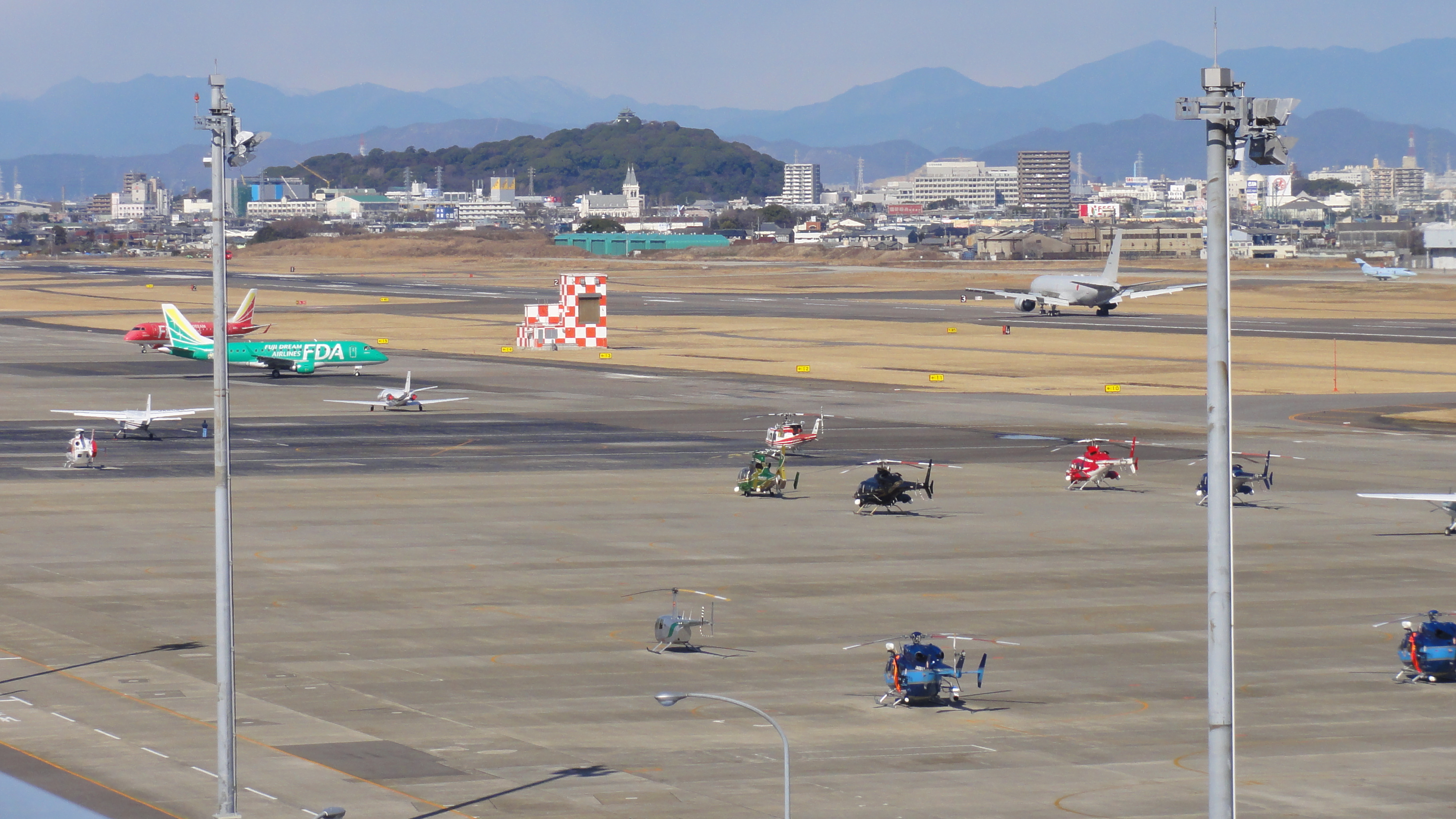
左：FDAのE170、中央奥：小牧山、右：航空自衛隊KC-767、下:愛知県警察BK-117、セコ・インターナショナルR44、中日本航空の報道ヘリコプター・ビジネス機と定期整備を行う青森県防災航空隊のベル412

利用する企業・団体は中部国際空港開港後増加し、それに伴い急速にターミナルや貨物地区の跡地に格納庫が建設された。このうち中日本航空、セントラルヘリコプターサービス、セコ・インターナショナルは全国の防災ヘリコプターや個人・企業所有のヘリコプターなどの整備も当空港で行っている。
また、ダイヤモンドエアサービスは三菱重工業名古屋航空宇宙システム製作所を利用している。
- 愛知県警察航空隊
- 愛知県防災航空隊
- 朝日航洋・セントラルヘリコプターサービス
- 宇宙航空研究開発機構
- オールニッポンヘリコプター
- 共立航空撮影
- 公共施設地図航空
- 新日本ヘリコプター
- セコ・インターナショナル
- ダイヤモンドエアサービス
- 中日新聞社管理局航空部 : 空からの取材における活動拠点である。
- 中日本航空
- 名古屋市消防局消防航空隊
- ファーストエアートランスポート

## 周辺

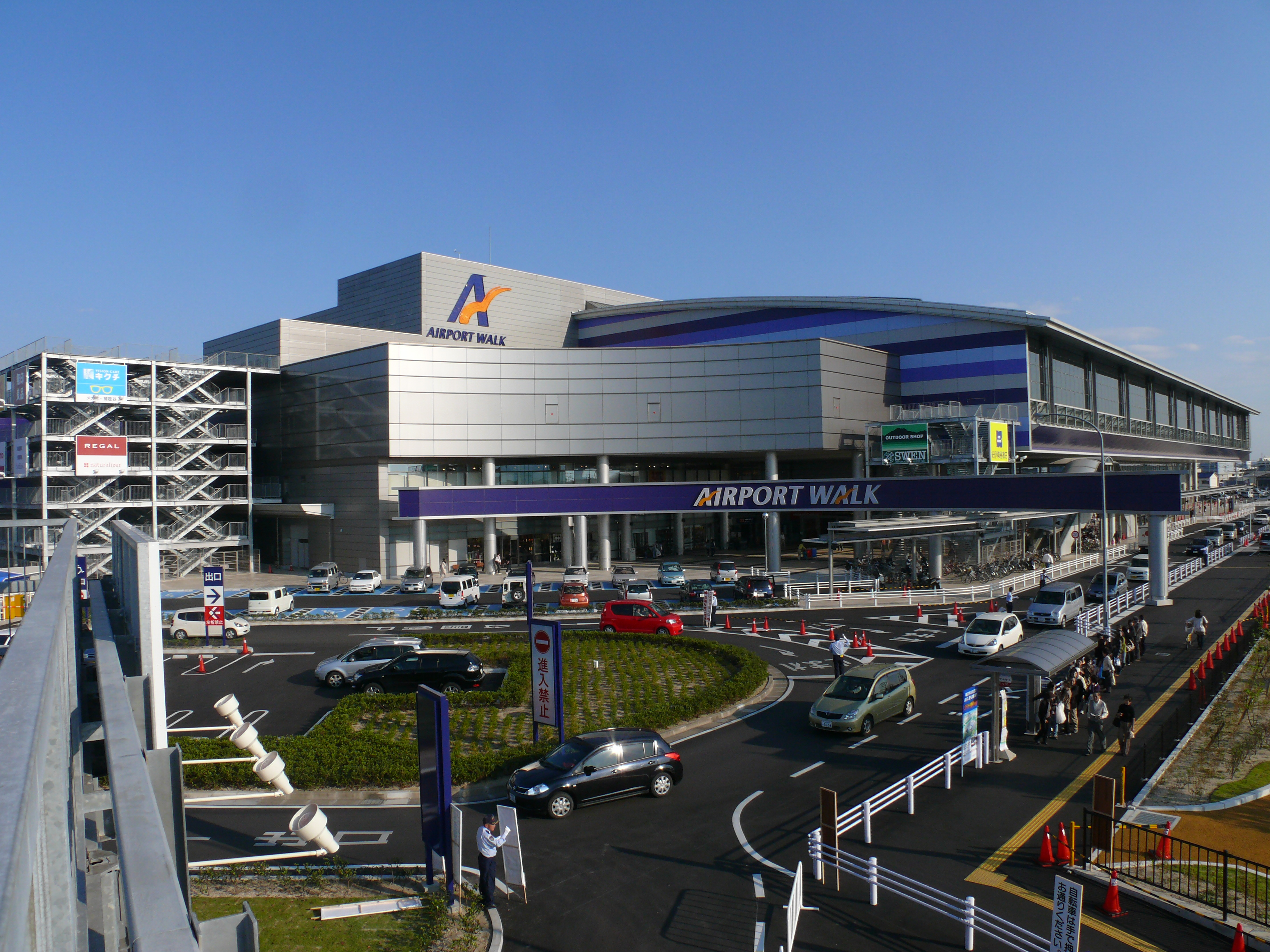
エアポートウォーク名古屋

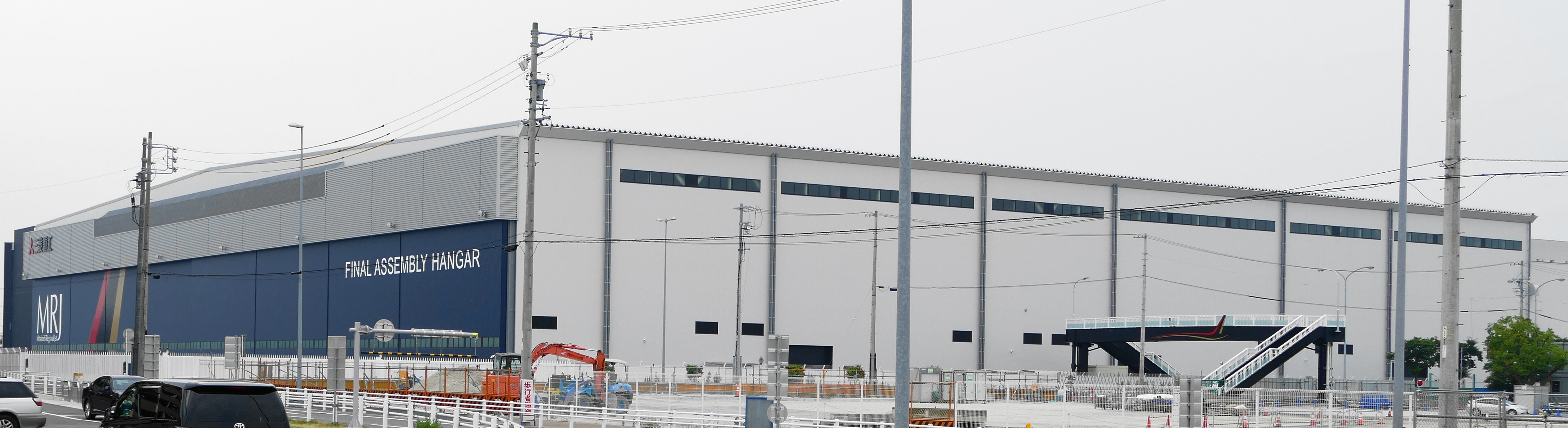
隣接するMitsubishi SpaceJetの最終組み立て工場

航空自衛隊小牧基地は滑走路を共用している。また、三菱重工業名古屋航空宇宙システム製作所は工場と隣接しており、新規製造機や定期整備のための戦闘機やヘリコプターは名古屋飛行場の施設を利用している。
- 航空自衛隊 小牧基地
- 愛知県防災航空隊
- 名古屋市消防航空隊
- 愛知県警察航空隊
- 中日本航空株式会社本社、航空事業本部
- 朝日航洋株式会社名古屋オペレーションセンター
- 三菱重工業名古屋航空宇宙システム製作所（小牧南工場）
- 名古屋空港飛行研究拠点（JAXA）
- あいち航空ミュージアム
- エアポートウォーク名古屋 (旧国際線ターミナル)
- エアフロントオアシス（春日井市側）
- エアフロントオアシス（小牧市側）
- 神明公園
  - 航空館boon
- イチロー記念館「アイ・ファイン」
- 溝口城跡

## 交通

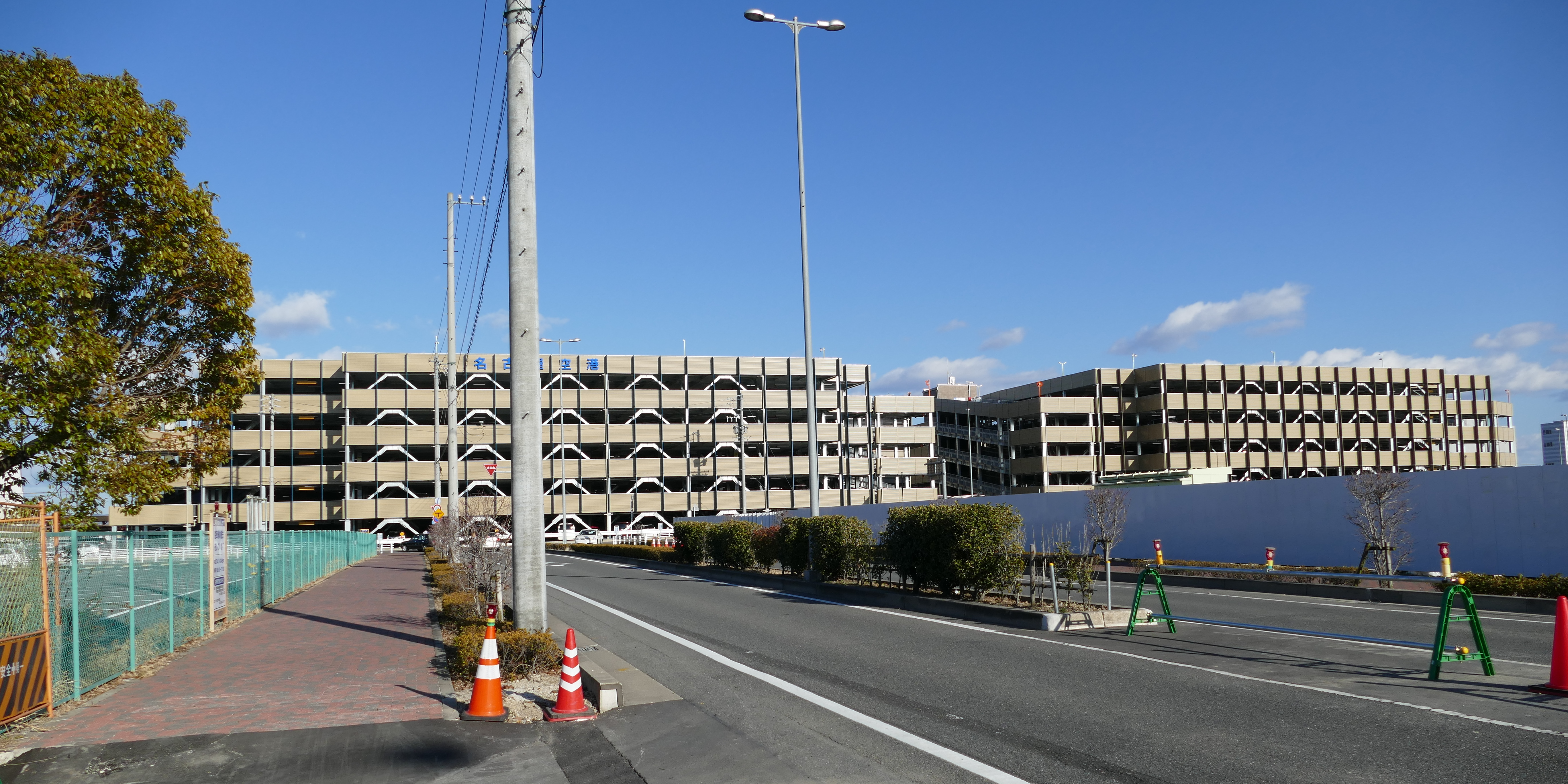
左：B棟、右：A棟の立体駐車場

### 路線バス
旅客ターミナル前を発着し、名古屋都心並びに周辺鉄道駅を結ぶ。
あおい交通（名古屋空港直行バス）
- 名古屋駅 - （栄） - 空港
- 空港 - 味美（名鉄小牧線） - 勝川駅（JR中央本線）

名鉄バス
- 西春駅（名鉄犬山線） - 空港
- 名鉄バスセンター - 栄 - 空港（現在運休中）

名古屋市営バス（期間限定）
- 2017年3月1日から1か月間、名古屋市営バス黒川11号系統を乗り入れる社会実験を実施。

### 道路
立体駐車場が1,350台分設置されている。名古屋市街までは、約10 km（自動車で約20分）である。
国道41号線
名古屋高速11号小牧線
- 小牧インターチェンジ方面からは豊山北出入口利用。
- 名古屋都心方面・名古屋第二環状自動車道からは豊山南出入口利用。

### 鉄道
名古屋圏における高速鉄道を中心とする交通網の整備に関する基本計画についてにおいて、味美駅より分岐して名古屋空港に至る鉄道路線名鉄名古屋空港線が2008年までに整備すべき路線として提示されたが、今日に至るまで具体化はしていない。

## その他
小牧基地航空祭ではブルーインパルスの展示飛行は2014年まで実施されていない。

名古屋VORTACの管理官所は、大阪航空局中部空港事務所システム運航管理センター、名古屋ILS/DMEの保守官所は、愛知県航空対策課である。
また、給油目的で個人所有機や防災ヘリ等の中継地として利用されている他、ゼネラル・アビエーションが利用する空港の中では比較的大きな施設を持つということもあり、近年では朝日航空等、訓練事業を行う航空会社の計器飛行訓練の場所としても利用されている。

一方ゼネラルアビエーションの耐空証明が切れた航空機がエプロンに留め置かれた状態で放置される飛行場が日本で数多く存在する中、当空港では、168時間を超える駐機料金を5割増しにする処置を行っている。
県営となった2005年以降は、都道府県が管理する飛行場を自衛隊が共同使用する唯一の例となっている。中部国際空港の開港による名古屋空港の県営移管の際は、旧運輸省、旧防衛庁、県との協議の結果、県が国から235億円で購入し、防衛庁側の希望で自衛隊機は着陸料を支払うことに決まった。2005年度から2021年度までに自衛隊が支払った着陸料は総額140億円となり、同期間の維持管理料202億円に充てられている。これについて産経新聞は2022年10月、「管制業務や消防業務を航空自衛隊に委ねているにもかかわらず、離着陸料を徴収している」などと愛知県を批判する記事を掲載。愛知県知事の大村秀章は記事の内容が事実に反するとして産経新聞社に抗議した。産経新聞の記事を元に、抗議と称して飛行場に爆破予告をする者も現れ混乱を招いた。なお、自衛隊が着陸料を支払わない場合は、国が負担すべき使用料を県に支払わせることになり、地方財政法違反となる。